# Bus Palladium (film)
Pour les articles homonymes, voir Bus Palladium (homonymie) et Palladium (homonymie).
Pour plus de détails, voir Fiche technique et Distribution.
Bus Palladium est une comédie dramatique française réalisée par Christopher Thompson, sortie le 17 mars 2010 en France et le 9 septembre 2010 au Québec.

## Synopsis
Dans les années 1980, Lucas, Manu, Philippe, Jacob et Mario sont amis depuis l'enfance. Ils ont du talent et de l'espoir. Ils rêvent de musique et de gloire. Leur groupe de rock, Lust, connaît un succès grandissant, mais les aspirations de chacun rendent incertain leur avenir commun. L'arrivée de Laura dans leur vie va bousculer un peu plus ce fragile équilibre.

## Fiche technique
- Titre : Bus Palladium
- Réalisateur : Christopher Thompson
- Scénario : Christopher Thompson
- Musique : Yarol Poupaud
- Pays d'origine :  France
- Genre : Comédie dramatique
- Durée : 100 minutes
- Dates de sortie :
  - 17 mars 2010 (France)
  - 9 septembre 2010 (Québec)

## Distribution
- Marc-André Grondin : Lucas
- Arthur Dupont : Manu
- Jules Pélissier : Jacob
- Abraham Belaga : Phillippe
- Elisa Sednaoui : Laura
- François Civil : Mario
- Géraldine Pailhas : Prune Angelli
- Zara Prassinot : Sandra
- Clara Ponsot : Nathalie
- Naomi Greene : Rizzo
- Karole Rocher : Françoise, la mère de Manu
- Agathe Bonitzer : Myriam
- Dominique Reymond : Marina, la mère de Lucas
- Noémie Lvovsky : la psy militaire
- Peter Hudson : Gordon
- Philippe Manœuvre : lui-même
- Victoire Maçon-Dauxerre : la violoncelliste (non créditée)
- Jean-Chrétien Sibertin-Blanc : un garçon d'étage (non crédité)
- César Domboy : Boris (non crédité)
- Nassaf Meddeb : un fan (non crédité)
- Yarol Poupaud : un musicien à la fête en Espagne (non crédité)

## Tournage
Si le titre du film fait référence à la discothèque parisienne, le Bus Palladium, une seule scène y a été tournée.

## Distinctions

### Récompenses
- Prix Henri-Langlois, Révélations 2011 : Christopher Thompson
- Festival de La Ciotat 2010 : Meilleur réalisateur pour Christopher Thompson
- Festival de La Ciotat 2010 : Meilleur acteur pour Arthur Dupont
- Festival de La Ciotat 2010 : Meilleure musique pour Yarol Poupaud

### Nominations
- Césars 2011 : 
  - Meilleur espoir masculin pour Arthur Dupont
  - Meilleure musique pour Yarol Poupaud